# Teologia chińska
Teologia chińska – rodzaj uprawiania nauk teologicznych, który uwzględnia jeden lub więcej poniższych elementów:
1. Jest to teologia, która powstaje w Chinach (中国神学 Zhōngguó shénxué). Samo językowe sformułowanie akcentuje Państwo Środka, z którym związana jest owa teologia. Teologia taka niekoniecznie musiałaby być tworzona w języku chińskim i niekoniecznie przez Chińczyków, niekoniecznie też musi być nośnikiem elementów typowo chińskiej kultury, filozofii, języka. Uprawnione jest zatem tłumaczenie: „teologia Państwa Środka”, czyli „teologia Chin”, jak i „teologia chińska”. „Teologia Chin” jest to pojęcie pojemne, jednak niejednoznaczne. Istniało w historii i nadal istnieje wiele państw chińskich. Z drugiej strony tym pojęciem 中国 Zhōngguó posługiwały się prawie wszystkie państwa chińskie, wiązano je bardziej z kosmologią: Państwo Środka leżało w centrum świata, jak piąty element. Stąd 中国 Zhōngguó jest też powiązane z tymi wartościami kulturowymi, których nośnikiem są Chiny.
2. Jest to teologia, która jest tworzona w języku chińskim (汉语神学 Hànyǔ shénxué). Można to określenie przetłumaczyć jako „teologia chińska”, ale trzeba mieć świadomość, że chodzi o teologię obszaru języka chińskiego. Niekoniecznie musi być zatem tworzona w Chinach, czy też przez Chińczyków. Jednak musi być z konieczności związana z językiem narodowości Han (najliczniejszej narodowości w Chinach), czyli chińskim (chiń. upr. 汉语; pinyin hànyǔ,dosł. "język Hanów"). To określenie o wiele mocniej podkreśla więzi kulturowo-językowe teologii z Chinami.
3. Jest to teologia powstała w związku z kulturą i językiem chińskim (中文神学 Zhōngwén shénxué), czyli także jest to „teologia chińska”, która akcentuje element 文 wén, czyli języka, lecz bardziej języka pisanego, pisma, kultury, wyrafinowania. Teologia taka na pewno powinna być związana z językiem chińskim, kulturą chińską, pismem chińskim. Niekoniecznie musi tu występować związek z państwem, jak w znaczeniu Zhōngguó shénxué.
4. Jest to teologia tworzona przez Chińczyków (中国人神学 Zhōngguó rén shénxué). W literaturze teologicznej przyjmuje się jednak bardzo szeroki zakres pojęcia „teolog chiński”, ponieważ będzie oznaczał nie tylko obywatela Państwa Środka (中国人), który tworzy teologię, jakiejkolwiek narodowości wchodzącej w skład Zhōngguó 中國. Oznacza także Chińczyków w znaczeniu narodowości Han (漢人 Hàn rén), jak również Tajwańczyków (臺灣人 Táiwān rén), czego przykładem jest Choan-seng Song (宋泉盛 Sòng Quánshèng), tworzący w Stanach Zjednoczonych, głównie w języku angielskim.

Teologia jako swego narzędzia używa filozofii, co wyraża się w tradycyjnej średniowiecznej maksymie łacińskiej philosophia theologiae ancilla. Dzięki zastosowaniu odmiennej filozofii do ekspresji teologicznej uprawnione wydaje się mówienie o różnych, specyficznych teologiach: teologii afrykańskiej, teologii latynoskiej, teologii azjatyckiej (kryterium geograficzne); teologii koreańskiej, chińskiej, polskiej, niemieckiej, francuskiej (kryterium narodowe, związane ze specyfiką duszpasterską i historią danego kraju), teologii tomistycznej, konfucjańskiej, czy nawet taoistycznej i buddyjskiej. Buddyzm, chrześcijaństwo, taoizm tworzą nie tylko systemy religijne, ale także filozoficzne, odpowiadając na podstawowe pytania związane ze światem i człowiekiem. Słowem kluczowym w literaturze przedmiotu, określającym ową specyfikę teologii, jest „kontekst”. Szeroko pojęty kontekst (kulturowy, historyczny, geograficzny, językowy itd.), w jakim powstaje refleksja teologiczna, ma istotny wpływ na ostateczny „smak”, czyli kształt teologii.

Język chiński to królestwo znaków, którymi namalowany jest obraz świata. Znaki te mają swoją historię dwa tysiące lat starszą niż chrześcijaństwo. Chrześcijanie jednak, aby zapisać dogmaty swej wiary w języku chińskim, muszą używać tych właśnie znaków, które odwołują się do innego obrazu świata niż ten, w którym powstało chrześcijaństwo, świata wyroczni, kości wróżebnych, taoistycznych energii, konfucjańskich cnót i buddyjskiej antropologii.

Wraz z mocnymi wpływami Chin na kulturę współczesną na świecie dokonuje się także sinizacja wielu obszarów teologii chrześcijańskiej. Można ją porównać do podobnego procesu, który w starożytności polegał na pewnym „przekonwertowaniu” biblijnej, semickiej, hebrajskiej wizji świata i człowieka na kategorie świata helleńskiego, greckiego i rzymskiego. Siła kulturowa Chin sprawia, że teologia chrześcijańska (zwłaszcza protestancka i katolicka) coraz częściej próbuje wyrażać się w kategoriach zaczerpniętych z filozofii chińskiej. Na razie proces ten znajduje się w fazie badań i poszukiwań. Stanowi z jednej strony wyzwanie dla klasycznych chrześcijańskich ujęć teologicznych, grożące deformacją ortodoksyjnej doktryny, a z drugiej strony szansę poszerzenia wielu dotychczasowych sformułowań o nowe obszary znaczeniowe. Najczęstszymi językami, w jakich dokonują się badania nad teologią chińską są angielski i chiński.
Przykładem takich rozważań są prace Jung Young Lee, który teologię trynitarną niekiedy łączy z chińską koncepcją yin i yang, gdzie Ojciec utożsamiany jest z pierwiastkiem męskim (yang), a Duch Święty żeńskim (yin). Jak Ojciec stanowi transcendentny wymiar Trójcy, tak Duch Święty – immanentny. Lee odrzuca pochodzenie Ducha od Ojca i Syna. Zamiast tego uważa, że Syn Boży pochodzi od Ojca i Ducha Świętego, stanowiąc jedność nieba i ziemi.
Aby lepiej zilustrować problem, w jakim znajduje się teologia chińska, warto się odwołać do metafory B. Vermandera

Na wschodzie centralnych Chin rzeka Huai przecina prowincje Henan, Anhui i Jiangsu. Istnieje podanie, które sprawdza się przez ponad dwa tysiące lat, że mandrynowce, które rosną tuż przy południowej stronie rzeki, dają owoce smaczne i słodkie, przesadzone jednak na północ wód, wydają owoce zielone i gorzkie. […] Jakie owoce wydaje drzewo chrześcijaństwa zasadzone na ziemi chińskiej? Należy oczekiwać mandarynek słodkich czy owoców gorzkich? […] Ale pojawia się szybko paralelne pytanie: wejściu chrześcijaństwa do Chin ostatecznie towarzyszy także wkroczenie myśli i wrażliwości chińskiej na ziemię chrześcijańską… Krok po kroku, nawet jeśli dzieje się to jeszcze w sposób cichy i nieśmiały, tradycja chińska przekształca i ubogaca dziedzictwo tradycji napotkanej. Zatem jakich owoców można oczekiwać ze szczepu chińskiego na drzewie chrześcijaństwa? Trzeba umieć stawić czoła jednocześnie jednemu i drugiemu pytaniu.

## Przekłady pojęć chrześcijańskich na język chiński
W zależności od konfesji, różne odłamy chrześcijańskie używają używa różnych terminów na określenie pojęć chrześcijańskich. Przykładowo, w tradycji protestanckiej Ducha Świętego określa się terminem chiń. trad. 聖靈; pinyin Shèng Líng, natomiast w katolickiej -  chiń. upr. Shèng Shén; chiń. trad. 聖神. Różnica polega jednak nie tylko na samym brzmieniu tych nazw, ale również na ich znaczeniu. Z jednej strony świadczy to o bogactwie chrześcijańskiej teologii chińskiej, z drugiej natomiast ukazuje brak jednolitej nomenklatury stosowanej przez chrześcijan różnych wyznań w stosunku do pojęć dla ich teologii zupełnie podstawowych. Jeszcze inną nazwą, używaną w Biblii na określenie „ducha”, jest istotne dla filozofii chińskiej słowo 氣 qì.
Termin 聖神 Shèng Shén utworzony jest z dwóch terminów (圣 [聖] shèng (święty) oraz 神 shén (duch, bóstwo); w Shèng Líng 聖靈 występuje termin 靈, który można tłumaczyć jako „dusza”.
Trzecie określenie odwołuje się do pojęcia 氣 qi, które to pojęcie, w sposób istotny związane z tradycją chińską, znalazło swoje miejsce w chrześcijańskiej teologii chińskiej. Interpretowane jest w kontekście Ducha Świętego jako ożywiające Tchnienie 氣 qi. Zdaniem Heupa Younga Kima chińskie pojęcie qi zbliżone jest znaczeniowo do hebrajskiego słowa ruach i greckiego pneuma, i podobnie jak w tych językach może oznaczać tchnienie (ożywiające istoty) lub wiatr (ożywiający świat).

## Przedstawiciele
Do znanych teologów chińskich można zaliczyć m.in. następujące postaci:
- Aloysius B. Chang Ch’un-shen (张春申SJ Zhāng Chūnshēn)
- Aloysius Jin Luxian 金魯賢
- Archi Lee Chi-chung (李熾昌 Li Chìchāng)
- Benoît Vermander (魏明德 Wèi Míngdé), Bèndǔ  (笨篤)
- Chao Pin-shih (趙賓實 Zhào Bīnshí)
- Chen Nan-jou (陳南州 Chén Nánzhōu)
- Chen Yifan 沈以藩
- Chen Zemin 陳澤民
- Choan-seng Song (宋泉盛 Sòng Quánshèng)
- Chow Lien-hwa (周聯華 Zhōu Liánhuá)
- Franciszek Ksawery Białas
- Huang Po-ho (黃伯和 Huáng Bóhé)
- Joseph Kuang Tai-wai (江大惠 Jiāng Dàhuì)
- K.H. Ting(丁光訓 Dīng Guāngxun)
- Kwok Nai-wang (郭乃弘 Guō Nǎihóng)
- Kwok Pui-lan (郭佩蘭 Guō Pèilán)
- Leung Yin-shing (梁燕城 Liáng Yànchéng)
- Liu Xiaofeng 劉小楓
- Liu Yuanren 劉元
- M.K. Yeung (楊牧谷 Yáng Mùgǔ)
- Madeleine Kwong Lai-Kuen (鄺麗娟 Kuàng Lìjuān)
- Mark Fang Chih-jung (房志榮SJ Fáng Zhìróng)
- Matteo Ricci
- Michał Piotr Boym SJ (卜彌格 Bǔ Mígé)
- N.Z. Zia (謝扶雅 Xie Fuya)
- Ng Lee-ming (吳利明 Wú Lìmíng)
- Paul Ch’eng Shih-kuang (成世光 Chéng Shìguāng)
- Simon Ho Sai-ming (何世明 Hé Shìmíng)
- Stanislaus Lo Kuang (羅光 Luō Guāng)
- T.C. Chao (趙紫宸 Zhao Zichen)
- Tien Liang (田良 Tián Liáng)
- Tu Shihua 涂世華
- Wang Hsien-chih (王憲治 Wáng Xiànzhì)
- Wang Weifan 王維藩
- Wu Lei-ch’uan (吳雷川 Wu Leichuan)
- Y.T. Wu (吳耀宗 Wu Yaozong)
- Yeo Khiok-Khung
- Zong Huaide 宗懷德

Większość z powyższych teologów chińskich kształtuje specyficzny profil teologii, tak że można każdemu z nich przypisać jakieś określenie uprawianej teologii, np. teologia kontekstualna, teologia indygeniczna (rodzima), teologia ojczyzny, teologia języka ojczystego, teologia pneumatologiaczna (związana z kategorią 氣 qì), teologia zranionych itd. Dotychczas dzieła teologii chińskiej nie są tłumaczone na język polski, a opracowań jest niewiele. Do polskich badaczy teologii chińskiej należą o. Roland Jabłoński OFM, s. Weronika M. Klebba SSpS, ks. Dariusz Klejnowski-Różycki, o. Jan Konior SJ, o. Krzysztof Popławski OP.
W Polsce powstało stowarzyszenie, którego jednym z celów jest pogłębienie studiów teologii chińskiej. Jest to Stowarzyszenie „Sinicum” im. Michała Boyma SJ.